# 真灵位业图
《洞玄灵宝真靈位業圖》，一般称为《真靈位業圖》，是陶弘景（存在一定争议）编写的对道教所信奉的神仙的一个谱系，创作于499至517年间。它是第一部有完整体系的道教神仙谱系。

## 版本
《真灵位业图》现存六个版本，分别为《正统道藏》本、《秘册会函》本、《津逮秘书》本、《说郛》本（四库全书）、《古今图书集成》本和《重刊道藏辑要》本。

## 神仙
他将当时各种道经中所记载的近700名神灵用7个等级进行了排列。每一等级（神阶）都有一位居中的主神，其他分别列于左位、右位、散仙位、女仙位。
1. 主神：玉清元始天尊（共29名）
2. 主神：上清玉晨玄皇大道君（共104名）
3. 主神：太極金闕帝君（共84名）
4. 主神：太清太上老君（共174名）
5. 主神：九宫尚书张奉（共36名）
6. 主神：右禁郎定录真君茅固（共173名）
7. 主神：酆都北陰大帝（共88名）

第一等级以元始天尊为主神，他居住在天界最高的仙境“玉清”。相传他在形成天地万物的自然元气之前出生，故称作“元始”。第四等级以太上老君（老子）为主神。在此图谱中，老子的身分地位有所下降，从原先道教中的万神之宗主下跌为“下临万民”的“太清道主”了。
陶弘景的这个真靈位業圖真实反映了当时的等级制度（门阀士族制度），也反映了陶弘景的神学观点。也是这时正式确立了元始天尊作为道教最高神的地位。
《真靈位業圖》中把上清派主神玄皇大道君列入了第二神阶，而太平派主神金闕帝君位于第三神阶，天师道主神太上老君居于第四神阶。这反映了陶弘景作为上清派道士的立场，也是当时道教各派社会地位的真实状况。《真灵位业图》把神仙划分等级，疑也是为替人间的封建等级制找根据。
《真灵位业图》将道教中的神鬼系统进行了人为的整理、编排，且把中国历代许多著名的君王如秦始皇、周文王、魏武帝、漢高祖等，思想家孔子、莊子等，還有公侯名士李廣、陶侃、蔡謨、馬融、郗鑒也一起作为神灵排列进去。对此，《真灵位业图》历来引起非议，甚至有人怀疑饱学之士陶弘景不会有此荒唐之作，疑此为伪造之书。